# Entephria annosata
Entephria annosata là một loài bướm đêm trong họ Geometridae.